# Siren (animal)
Siren es un género de urodelos acuáticos de la familia Sirenidae, endémico del sudeste de Estados Unidos y la zona adyacente de México.

## Características
Los miembros de este género tienen patas anteriores pequeñas y carecen de extremidades inferiores. Se diferencian de las especies del género Pseudobranchus por poseer cuatro dedos en cada pata, en lugar de tres.

## Especies
En la actualidad se reconocidas 5 especies:
- Siren intermedia (Barnes, 1826). - Sirena menor.
- Siren nettingi Goin, 1942.[2]- Sirena menor texana, Sirena del Río Bravo.
- Siren lacertina (Österdam, 1766). - Sirena mayor.
- Siren reticulata Graham, Kline, Steen & Kelehear, 2018.[3] - Sirena reticulada, Sirena leopardo.
- Siren sphagnicola Fedler, Enge & Moler, 2023.[2] - Sirena de filtradura, Sirena de colación.

Además se reconocen las siguientes especies fósiles:
- †Siren dunni (Goin & Auffenberg, 1957). - Eoceno (50.3-46.2 Ma, Ypresiano-Lutetiano) de Formación Bridger, Wyoming.[4]
- †Siren hesterna (Herre, 1955). - Mioceno (20.43-5.97 Ma, Burdigaliano) de la Formación Alachua, Florida.[5]
- †Siren miotexana (Holman, 1977). - Mioceno (15.97-13.6 Ma, Langhiano) de la Formación Fleming, Texas.[6]
- †Siren simpsoni (Herre, 1955). - Mioceno al Plioceno (13.6-4.9 Ma, Serravalliano-Zancliano) del Horizonte terrestre Clarendoniano/Hemphilliano, Florida.[7]